# Tor San Michele
Tor San Michele, o anche forte San Michele, è una fortezza in disuso di Ostia, frazione litoranea di Roma, compresa nel sistema difensivo costiero del Lazio e costruita nei pressi della foce del fiume Tevere.
Progettata da Michelangelo Buonarroti, la torre fu edificata nel corso del XVI secolo per ovviare alla deviazione del corso del fiume causata da una disastrosa piena e fu utilizzata prima come dogana e postazione di difesa e avvistamento, poi come faro e infine radiofaro per l'idroscalo di Ostia fino a cadere in disuso dopo la fine della seconda guerra mondiale.

## Storia

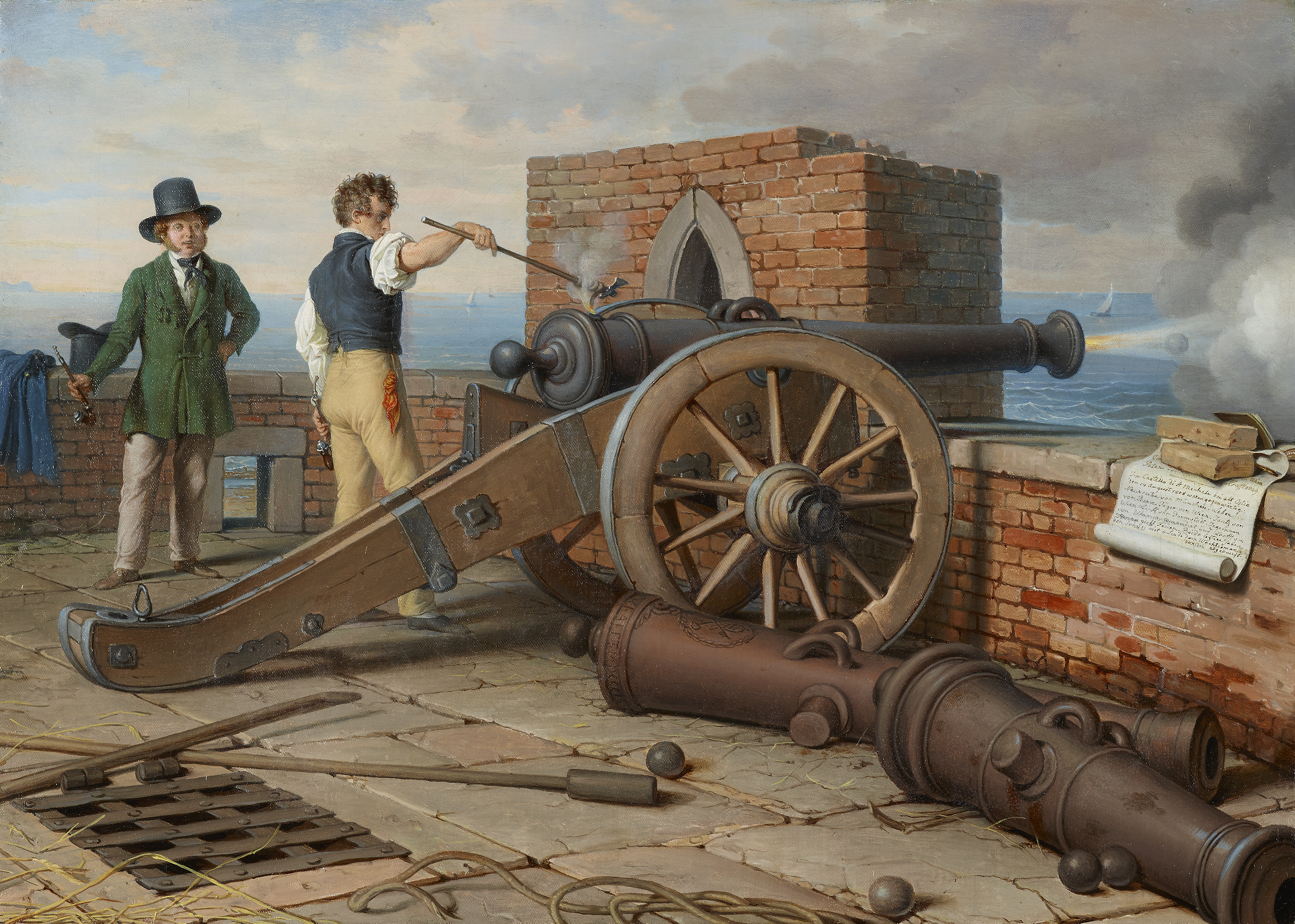
La piazza d'armi della torre in un dipinto di Johann Peter Krafft del 1849, esposto al Castello del Belvedere di Vienna.

Il 15 settembre 1557 si verificò una disastrosa piena del fiume Tevere che ne modificò radicalmente il corso nei pressi di Ostia Antica, provocando la caduta in disuso del castello di Giulio II, utilizzato dal 1423 come dogana pontificia. Per paura di un eventuale attacco dal mare papa Pio IV ordinò una completa revisione del sistema difensivo costiero pontificio, affidando il compito all'architetto Francesco Laparelli; questi armò la medievale tor Boacciana, che divenne temporaneamente sede degli uffici doganali, promosse il mantenimento in funzione del castello e predispose la costruzione di una nuova torre nei pressi della foce del fiume.
Il progetto fu realizzato probabilmente da Michelangelo Buonarroti e i lavori per la costruzione della torre iniziarono nel 1559. Alla morte di Buonarroti nel 1564 subentrò alla supervisione dei lavori Nanni di Baccio Bigio e alla morte di quest'ultimo nell'agosto 1568 gli subentra il figlio Alessandro fino all'effettivo completamento dei lavori nel 1569. L'attribuzione del progetto a Michelangelo non è mai stata accertata sebbene già il domenicano Alberto Guglielmotti, che visitò la torre nel XIX secolo e ne fornì una descrizione dettagliata riportata nella sua opera Storia della marina pontificia, si disse "intimamente convinto" della paternità michelangiolesca dell'opera, posizione condivisa dallo studioso e militare Enrico Rocchi. Terminati i lavori papa Pio V la consacrò a San Michele arcangelo, in onore del santo da cui aveva preso il nome all'ingresso nell'Ordine dei frati predicatori.
Nell'agosto 1589 la torre dovette fronteggiare l'arrivo di alcuni vascelli saraceni che tuttavia riuscirono a oltrepassarla a causa del pessimo stato dell'artiglieria ivi stanziata. Secondo documenti conservati presso l'Archivio di Stato di Roma la torre disponeva, al 1592, di: mezza colubrina, un falcone e un falconetto, cinque archibusoni, oltre a polvere da sparo e palle di ferro e piombo.
Con l'inaugurazione dell'idroscalo di Ostia Carlo del Prete nel 1928 la torre fu ricompresa nel perimetro di quest'ultimo ed assunse la funzione di radiofaro. In tal modo si persero i sentieri originali che collegavano la torre alle saline e alle altre fortificazioni presenti sul territorio e nel corso degli anni successivi furono portati avanti diversi interventi di modifica tra cui la realizzazione delle finestre sulle mura esterne e opere di consolidamento strutturale. Essa fu utilizzata durante la seconda guerra mondiale prima dalle forze italo-tedesche e poi da quelle alleate sempre con la funzione di radiofaro e torre d'avvistamento.
Abbandonata al termine del conflitto la torre fu consegnata alla Soprintendenza per i beni ambientali e architettonici di Roma nel 1994 ed è considerata un "immobile demaniale di interesse importante". Dopo anni di abbandono è stata riaperta una prima volta, in via eccezionale, il 28 maggio 2017 da un gruppo di associazioni locali. Successivamente la Soprintendenza Speciale Archeologia Belle Arti e Paesaggio di Roma ha pubblicato un bando per assegnare la gestione dell'edificio, vinto nel 2018 dall'Associazione Culturale Quattro Sassi che ha riaperto la torre nel corso del 2021.

## Descrizione

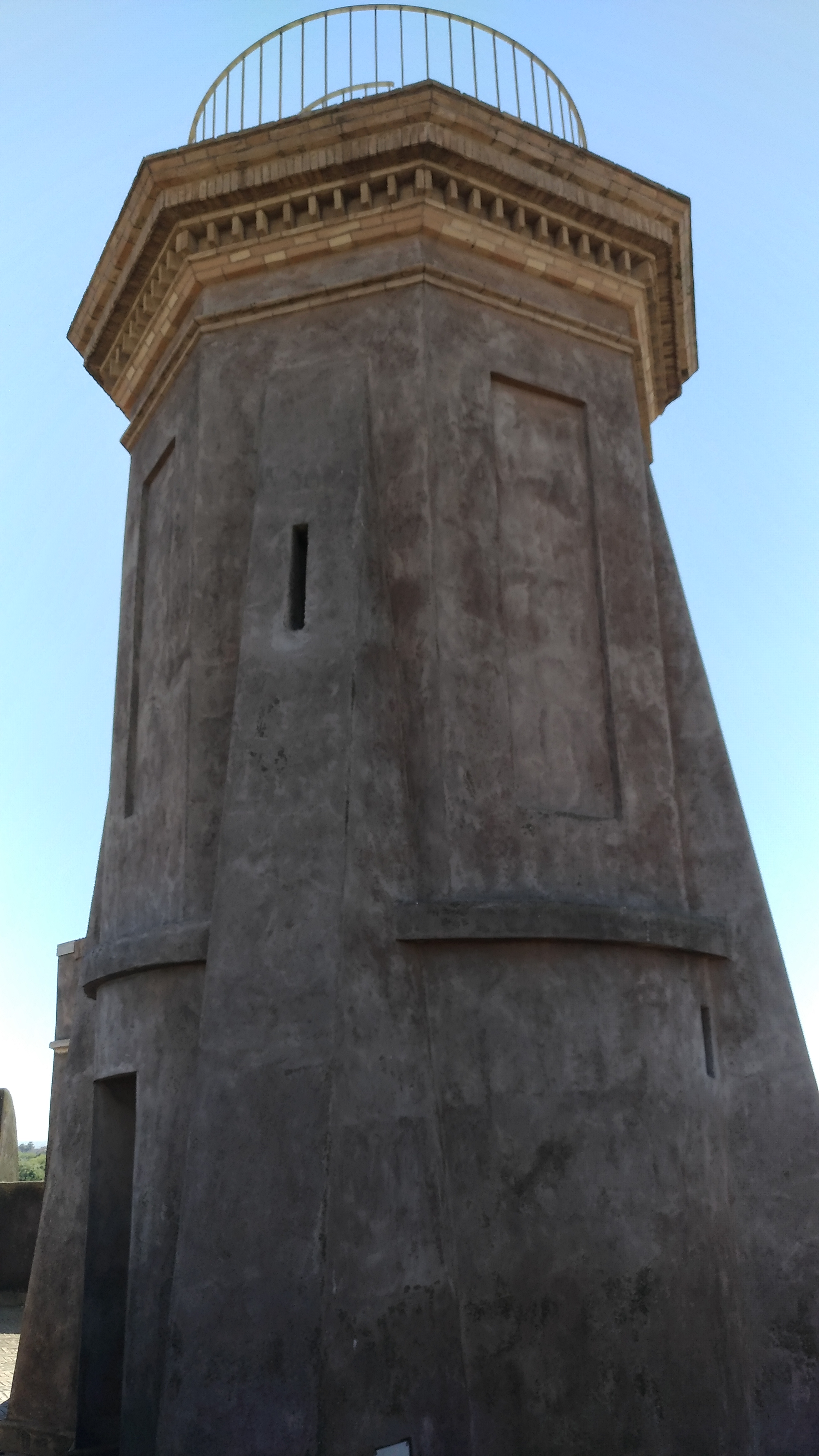
La torretta decentrata vista dalla piazza d'armi.

La torre è posizionata nella parte orientale di un'ampia area verde compresa tra via degli Atlantici e via dell'Idroscalo, nel quartiere di Roma Lido di Ostia Ponente, e dista circa un centinaio di metri dal fiume e più o meno due chilometri dal mare, anche se originariamente era posta ad una distanza di 50 metri dalla linea di costa. Sia per le sue dimensioni e forme che per il parziale isolamento visivo dalle altre torri costiere essa viene più correttamente identificata come un forte indipendente probabilmente legato al vicino castello di Giulio II.
L'altezza complessiva dell'edificio è di circa 24,1 metri, di cui 18,5 della sola torre e 5,6 della torretta decentrata posta sulla sommità, mentre ogni lato ne misura circa 12 per un perimetro di 96 metri. La struttura è circondata da un fossato e originariamente doveva essere racchiusa da un'ulteriore recinzione di cui però non si conoscono forma e posizione. Per la sua costruzione è stata utilizzata come unità di misura il palmo romano (0,223422 metri) mentre tra i materiali figurano mattoni in laterizio con faccia a vista, travertino, malta e, per la torretta superiore, cemento.
La struttura si articola su tre piani: il piano terra è suddiviso in otto stanze non comunicanti la cui funzione originaria era quello di magazzino per artiglieria e munizioni, sebbene pare siano state adibite anche a prigioni ed alloggi provvisori; il primo piano è anch'esso suddiviso in otto stanze che fungevano da alloggi per il castellano e gli altri ufficiali di stanza; l'ultimo piano è occupato dalla piazza d'armi sulla quale erano posizionati gli armamenti e dove stanziavano le vedette. Sulla piazza d'armi, la cui pavimentazione originaria era in cocciopesto, si erge in posizione decentrata una torretta circolare con scala a chiocciola esterna e l'alloggiamento per la lanterna in cima.
Strutturalmente si presenta come un tronco di piramide a base ottagonale in mattoni che poggia su uno zoccolo con cornice rettilinea in travertino e termina con un'altra cornice modanata, alta circa 0,45 metri, sopra la quale è posizionato un prisma ottagonale cavo che racchiude la piazza d'armi. Sopra la cornice modanata è posizionata un'ulteriore cornice a sezione rettangolare leggermente aggettante che costituisce la base per i beccatelli che sostengono il cornicione merlato che a sua volte mimetizza nelle casematte le feritoie. La piastra di fondazione su cui poggia l'edificio è sostenuta da una palificata di pastoni, da 25 a 30 palmi fino al fondo con dimensioni fino ad un palmo e una distanza di quattro o cinque palmi tra un palo e l'altro, per l'intero perimetro dell'edificio, realizzata per sopperire alla scarsa coesione del terreno sottostante. Gli otto angoli sono stati realizzati in bugnato liscio in travertino. Per la sua intera altezza è percorsa da un cavedio centrale di forma cilindrica, con un diametro di circa 5,6 metri, che aveva la duplice funzione di garantire da un lato un minimo di illuminazione naturale e ventilazione per gli interni della torre e dall'altro, unitamente alla lieve pendenza della piazza d'armi, consentiva di convogliare al pozzo sottostante le eventuali palle incendiarie o esplosive lanciate dagli assaltatori. Sulla terrazza era presente anche un sistema di canalizzazioni che consentiva la raccolta dell'acqua piovana convogliata in una cisterna sotterranea.
Il portale d'accesso, unico elemento in legno, è sollevato di circa 4 metri dal terreno ed era accessibile tramite un ponte levatoio, poi sostituito da un ponticello fisso già presente all'epoca della visita di Guglielmotti. Al di sopra di esso è posta una lastra di marmo con un'iscrizione recante l'anno di completamento e le motivazioni della costruzione nonché lo stemma araldico di papa Pio V.